# ハート・スキップス・ア・ビート
「ハート・スキップス・ア・ビート」(Heart Skips a Beat)は、オリー・マーズの楽曲。

## 概要
- 本曲は2枚目のスタジオ・アルバム『イン・ケース・ユー・ディドゥント・ノウ』から1枚目のシングルとしてリリースされた。
- オリジナル・バージョンではリズル・キックス（英語版）をフィーチャリングしている。
- 全米でのデビューシングルとしても発売された、全米で発売されたバージョンではリズル・キックスの代わりにチディー・バン（英語版）がフィーチャリングされている。

## 収録曲
CDシングル
1. Heart Skips A Beat - 3:23
2. On My Cloud - 2:24